# Mut (Mersin)
Mut ist eine Stadtgemeinde (Belediye) im gleichnamigen İlçe (Landkreis) der Provinz Mersin in der türkischen Mittelmeerregion und gleichzeitig ein Stadtbezirk der 1993 gebildeten Büyükşehir belediyesi Mersin (Großstadtgemeinde/Metropolprovinz). Seit der Gebietsreform ab 2013 ist die Gemeinde flächen- und einwohnermäßig identisch mit dem Landkreis. Die im Stadtlogo manifestierte Jahreszahl (1869) dürfte ein Hinweis auf das Jahr der Erhebung zur Stadtgemeinde (Belediye) sein.

## Geografie
Der größte Landkreis/Stadtbezirk der Provinz Büyükşehir liegt im Nordwesten dieser und grenzt an Gülnar im Süden, Silifke im Osten sowie an die Provinz Karaman im Norden und Westen. Die Staatsstraße D 715 Ankara-Silifke am Mittelmeer berührt Mut, die Staatsstraße D 340 von Seydişehir endet hier (270 km).

## Geschichte
Das Gebiet ist wahrscheinlich seit der Zeit der Hethiter bewohnt und war dann ein Teil des antiken Kilikiens. Zur Zeit des römischen Reiches lag bei Mut die Stadt Klaudiopolis. Den Römern folgte das Armenische Königreich von Kilikien. Im 13. Jahrhundert folgten die türkischen Karamaniden, die das Fürstentum Karaman gegründet hatten. Mut war um 1800 trotz seiner Pascha-Residenz fast nur Ruinenstadt, die Bewohner „halb nackt und fast verhungert“.
Mut beansprucht für sich, wie auch andere Orte des Gebietes, das Grab des Volksdichters Karacaoğlan zu beherbergen.

## Verwaltung
Der Kreis (bzw. Kaza als Vorgänger) bestand schon vor der Gründung der Türkischen Republik 1923 und wies zur ersten Volkszählung (1927) 15.800 Einwohner in 73 Dörfern (auf 2.000 km² Fläche) auf, davon im Verwaltungssitz Moutt (damalige, an das französisch angelehnte Schreibweise) 1.403 Einwohner.
(Bis) Ende 2012 bestand der Landkreis aus der Kreisstadt und der Stadtgemeinde (Belediye) Göksu sowie 90 Dörfern (Köy) in zwei Bucaks, die während der Verwaltungsreform 2013/2014 in Mahalle (Stadtviertel/Ortsteile) überführt wurden. Die elf existierenden Mahalle der Kreisstadt blieben erhalten, während die vier Mahalle von Göksu zu einem vereint wurden. Durch Herabstufung dieser Belediye und der Dörfer zu Mahalle stieg deren Anzahl auf 102. Ihnen steht ein Muhtar als oberster Beamter vor.
Ende 2020 lebten durchschnittlich 620 Menschen in jedem Mahalle, 3.865 Einw. im bevölkerungsreichsten (Doğancı Mah.).

## Sehenswürdigkeiten
Über der Stadt steht die byzantinische Festung Mut Kalesi. Sie wurde im 14. Jahrhundert von den Karamaniden ausgebaut. Weitere Bauwerke aus der Karamaniden-Zeit in Mut sind die Laal-Pascha-Moschee, das Rote Minarett (türkisch Kızılminare) und die Hocendi-Türbe, ein Grabmal mit pyramidenförmigem Dach. Etwa 20 Kilometer südöstlich von Mut liegt nahe der Straße nach Silifke der Siedlungshügel Kilise Tepe, der von der frühen Bronzezeit über hethitische bis in byzantinische Zeit bewohnt war.
Mut ist ein ruhiges und ländliches Gebiet am Fuße des Sertavul-Passes auf dem Weg von Ankara und Konya über das Taurusgebirge zum Mittelmeer bei Anamur und Silifke. Mut ist für seine Variante der Aprikose – die Mut Şekerparesi – bekannt. Am Eingang zur Stadt steht die Statue eines Mädchens, das einen Korb davonträgt. Das Wetter im Sommer ist heiß, und die Menschen ziehen in die höheren Lagen an den Bergen. Die Wälder dort sind die Heimat von Wildschweinen, und das Gezende-Staubecken am Ermenekfluss ist eine willkommene Abwechslung in diesem trockenen Landkreis. Der Damm besitzt ein Wasserkraftwerk, das in Rumänien gebaut wurde.

## Galerie

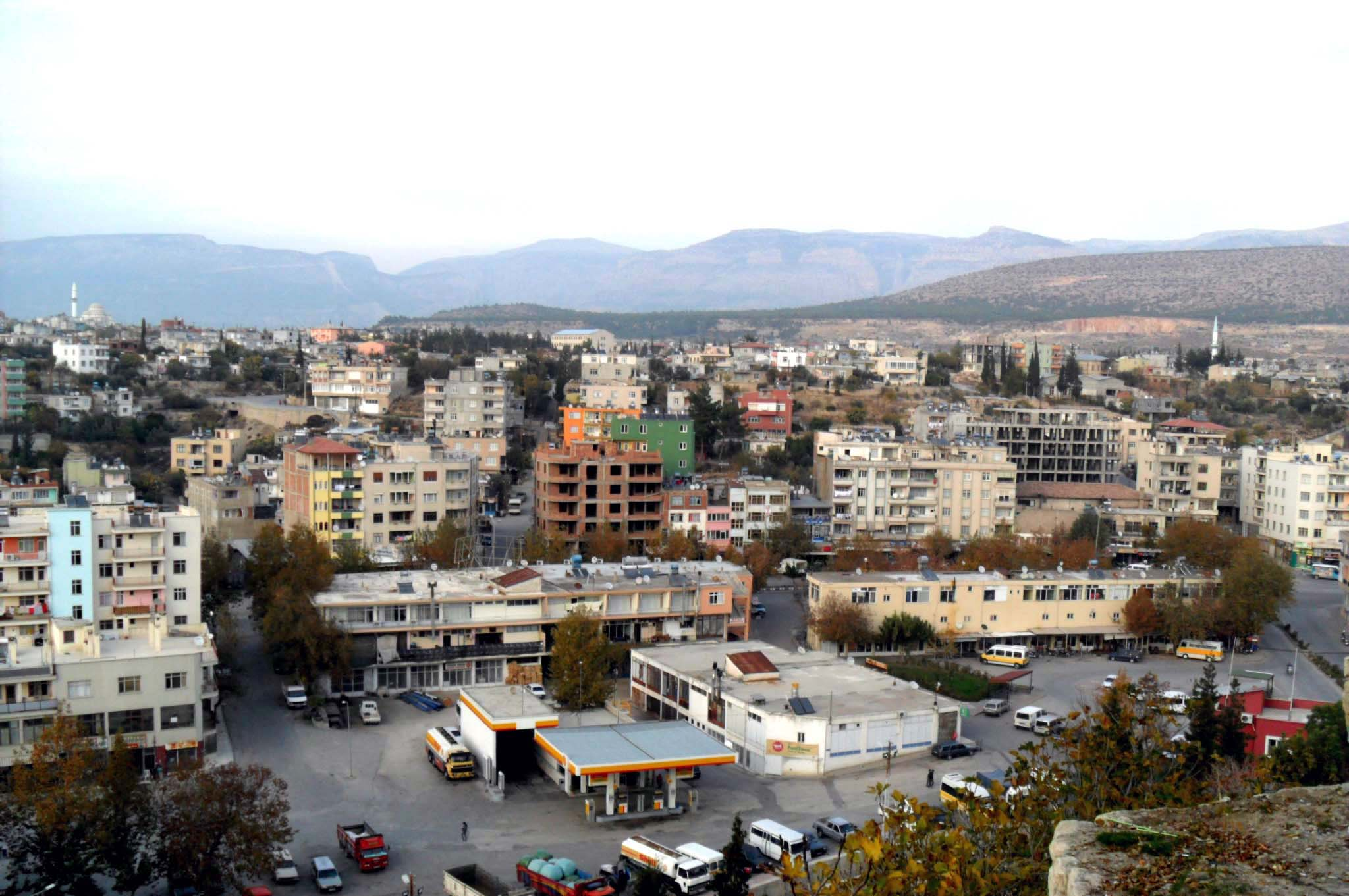
Blick vom Westen auf Mut
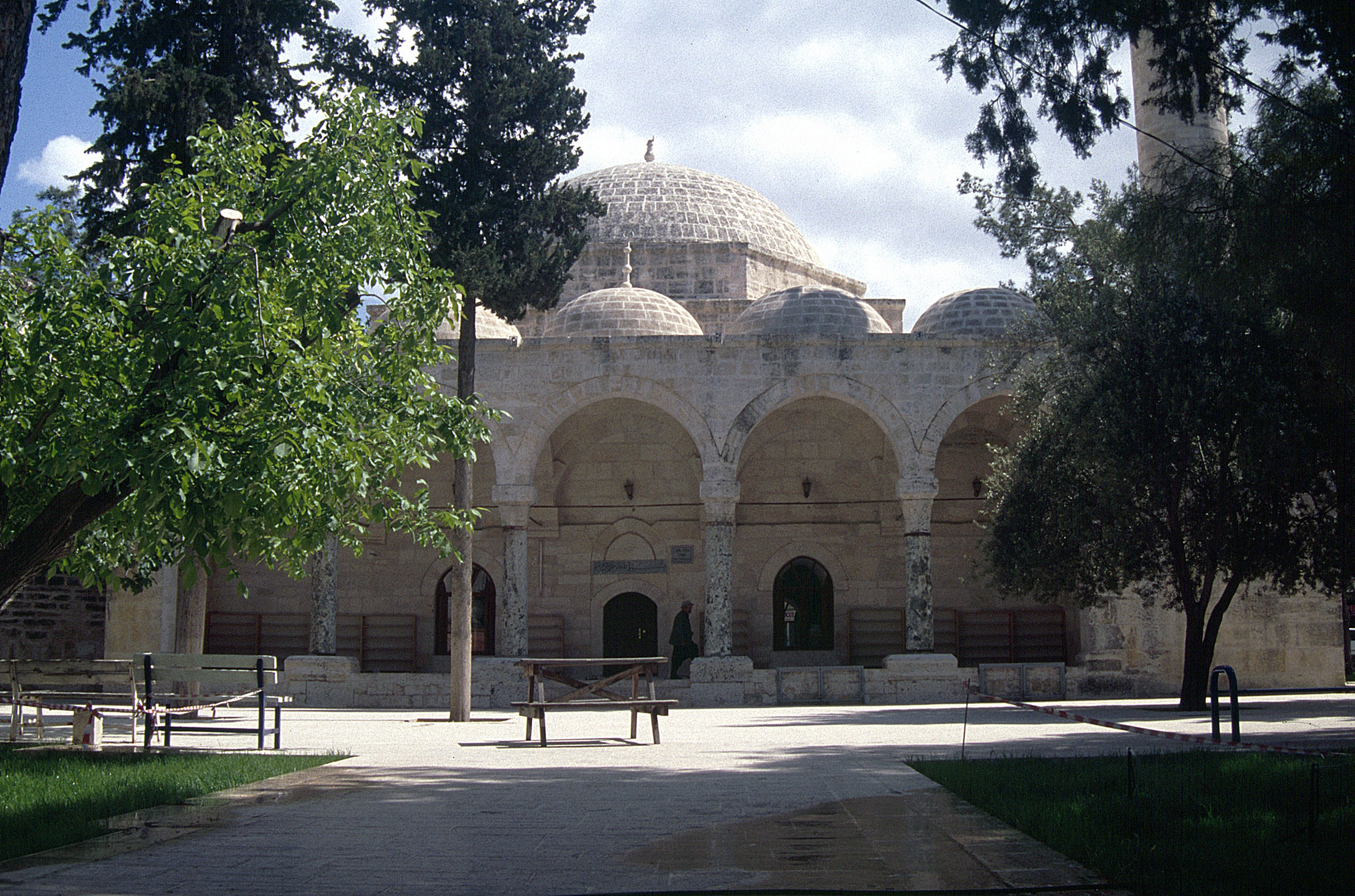
Laal-Pascha-Moschee
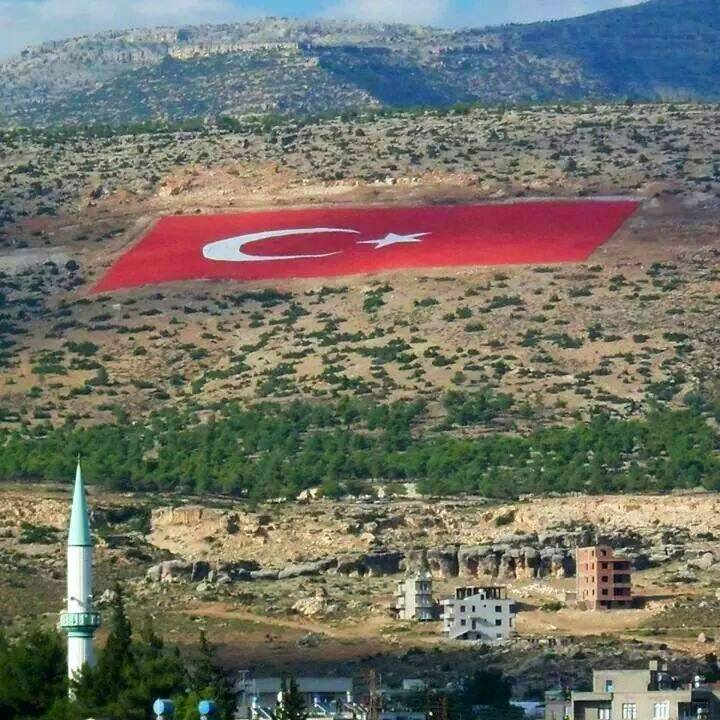
Diese Flagge ist 2,16 ha groß
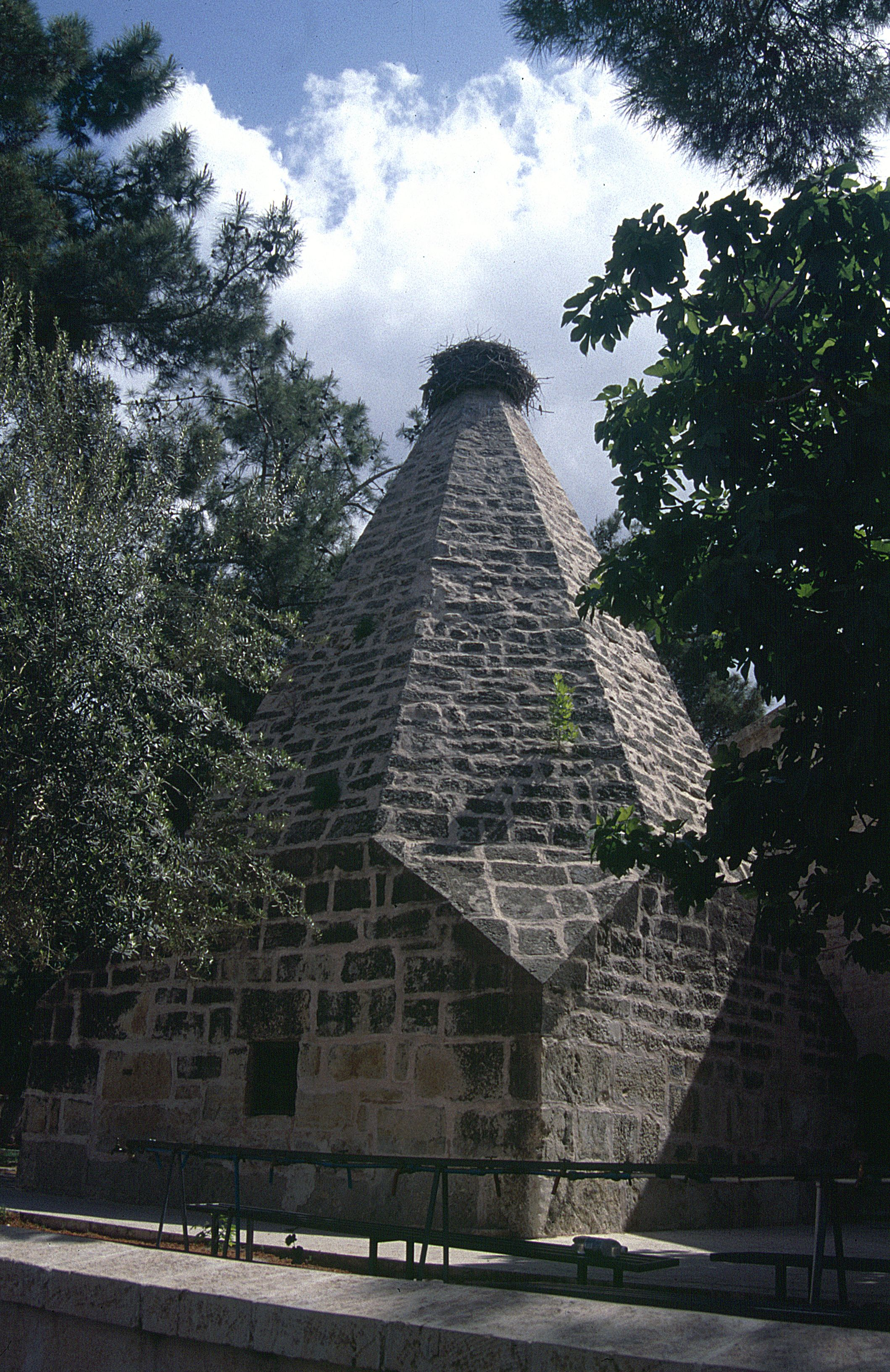
Hocendi Türbe

## Persönlichkeiten
- Musa Eroğlu (* 1946), Sänger